# Израел на Светском првенству у атлетици на отвореном 2019.
Израел је учествовао на 17. Светском првенству у атлетици на отвореном 2019. одржаном у Дохи од 27. септембра до 6. октобра седамнаести пут, односно учествовао је на свим првенствима до данас. Репрезентацију Израела представљале су 3 атлетичарке које су се такмичиле у 3 дисциплина.,
На овом првенству такмичари Израела нису освојили ниједну медаљу.

## Учесници
Жене:
- Дијана Вајсман — 100 м
- Лона Корлима Чемтаи — Маратон
- Адва Коен — 3.000 м препреке

## Резултати

### Жене
| Атлетичарка         | Дисциплина       | Лични рекорд | Квалификације | Квалификације | Полуфинале            | Полуфинале            | Финале                | Финале             | Детаљи |
| Атлетичарка         | Дисциплина       | Лични рекорд | Резултат      | Место         | Резултат              | Место                 | Резултат              | Место              | Детаљи |
| ------------------- | ---------------- | ------------ | ------------- | ------------- | --------------------- | --------------------- | --------------------- | ------------------ | ------ |
| Дијана Вајсман      | 100 м            | 11,25 НР     | 11,39         | 5. у гр. 1    | Није се квалификовала | Није се квалификовала | Није се квалификовала | 30 / 47            |        |
| Лона Корлима Чемтаи | Маратон          | 2:19:46 НР   |               |               |                       |                       | Није завршила трку    | Није завршила трку |        |
| Адва Коен           | 3.000 м препреке | 9:29,74 НР   | 9:42,92       | 10. у гр. 1   |                       |                       | Није се квалификовала | 24 / 42 (43)       |        |